# デベロッパー (開発業者)
不動産デベロッパー（ふどうさんデベロッパー、Real Estate Developer）とは、不動産開発業者のことで、大規模な宅地造成やリゾート開発、都市再開発事業、オフィスビルの建設やマンション分譲、物流不動産の開発といった事業の主体となる企業・団体のことである。日本では単に「デベロッパー」と言う（ディベロッパー、または略して「デベ」とも）。

## 概要
都心開発や基盤整備等に従来の都市再生機構（UR）、各種公団各種公社は公的不動産ディベロッバーと呼ばれるため、民間資本での都市等の開発者、宅地造成業者は民間不動産デベロッパーと呼ばれることもある。都市開発基盤整備、住宅等の施設建設、賃貸や分譲まで請け負うこともあり、不動産会社、ゼネコン、ハウスメーカー（住宅建設会社）等が含まれる。また、日本では大手私鉄やJR各社などの鉄道会社も社内の不動産開発部門やグループ会社を有していることが一般的である。
規模の小さいものでも例えば一戸建の建売業者なども不動産デベロッパーと呼ぶこともある。オフィス開発、商業開発、物流開発など様々なデベロッパーが存在する。
不動産業でいえば、販売や仲介、管理と言った役割ではなく、売主や事業主の立場にある者のことである。事業としては、販売収入等で素地取得、造成・建築費、販売費、一般管理費等の投資額の回収を図るもので、この投資採算性に着目して土地価格を求める手法が開発法である。

## 主なデベロッパー
太字は「7大デベロッパー」と呼ばれる総合デベロッパー会社
斜体は「メジャー7」と呼ばれる住宅分譲を行うデベロッパー

### 財閥系
- 三井不動産 - 旧三井財閥
  - 三井不動産レジデンシャル - レジデンス事業
- 三菱地所 - 旧三菱財閥
  - 三菱地所レジデンス - レジデンス事業
- 住友不動産 - 旧住友財閥
- 東京建物 - 旧安田財閥
- 野村不動産 - 旧野村財閥
- 安田不動産 - 旧安田財閥

### 鉄道系
- ジェイアール東日本都市開発 - JR東日本グループ
- 東急不動産 - 東急不動産グループ
- 東急 - 東急グループの持株会社兼デベロッパー
- 西武不動産 - 西武グループ
- 小田急不動産 - 小田急グループ
- 京急不動産 - 京急グループ
- 相鉄不動産 - 相鉄グループ
- 名鉄都市開発 - 名鉄グループ
- JR西日本不動産開発 - JR西日本グループ
- 阪急阪神不動産 - 阪急阪神ホールディングス
- 近鉄不動産 - 近鉄グループホールディングス
- 京阪電鉄不動産 - 京阪電気鉄道グループ

### 旧官庁系
- NTT都市開発 - NTTグループ
- 日本郵政不動産 - 日本郵政グループ

### 独立系
- 森ビル
- 森トラスト - 森ビルより分離・独立
- 地主

### 金融系
- 日鉄興和不動産 - 日本製鉄グループ、旧日本興業銀行（現みずほ銀行）の系譜
- 中央日本土地建物 - 旧第一勧業銀行（現みずほ銀行）系列
- ヒューリック - 旧富士銀行（現みずほ銀行）系列
- 平和不動産 - 日本取引所グループ
- 大京 - オリックスグループ

### 商社系
- ダイビル - 商船三井グループ
- 伊藤忠都市開発 - 伊藤忠商事
- 三菱商事都市開発 - 三菱商事
- 三井物産都市開発 - 三井物産
- 丸紅都市開発 - 丸紅

### ゼネコン系
- 大成有楽不動産 - 大成建設
- 大林新星和不動産 - 大林組
- 清水総合開発 - 清水建設

### インフラ系
- 東電不動産 - 東京電力
- 中電不動産 - 中部電力
- 関電不動産開発 - 関西電力
- 東京ガス不動産 - 東京ガス
- 東邦ガス不動産開発 - 東邦ガス
- 大阪ガス都市開発 - 大阪ガス
- エスコン - 中部電力グループ

### その他
- サンケイビル - フジサンケイグループ - メディア系
- トヨタ不動産 - トヨタグループ - メーカー系
- 旭化成不動産レジデンス - 旭化成グループ - メーカー系

## デベロッパーと開発例
- ハービスENT - デベロッパーは阪神電気鉄道
- あべのハルカス - デベロッパーは近鉄不動産
- 中之島ダイビル・ウエスト - デベロッパーはダイビル・関西電力・関電不動産
- 白金アエルシティ - デベロッパーは白金一丁目東地区市街地再開発組合（中央三井信託銀行・住友商事・三井物産・オリックス・リアルエステート・鹿島）
- 渋谷マークシティ - デベロッパーは 東京地下鉄（旧帝都高速度交通営団）
- 日本橋一丁目ビルディング - デベロッパーは三井不動産・東京急行電鉄
- ブリーゼタワー - デベロッパーはフ・インゲンホーフェン. 施工, 鹿島建設. デベロッパー, 株式会社サンケイビル 株式会社島津商会
- 金山南ビル - デベロッパーは名古屋市・名古屋市整備公社ほか
- 浦和駅西口南再開発地区 - デベロッパーは浦和駅西口南第四地区再開発組合・大京
- キャロットタワー - デベロッパーは三軒茶屋・太子堂四丁目地区市街地再開発組合（東京急行電鉄他）
- JRタワー - デベロッパーは北海道旅客鉄道・札幌駅南口開発・朝日生命保険 ・ レールシティ東開発（B地区(大丸店舗)）
- ゲートシティ大崎 - デベロッパーは, 大崎駅東口第2地区市街地再開発組合(三井不動産など)
- アークヒルズ - デベロッパーは赤坂六本木地区市街地再開発組合(森ビルなど). 所有者, 森ビル・テレビ朝日など ...
- 千住ミルディス - デベロッパーは北千住駅西口地区市街地再開発組合
- 万代シテイ - 新潟交通がデベロッパーとして開発を担う.
- 代官山アドレス - デベロッパーは組合。事業協力者としてデベロッパーがゼネコン
- 横浜スカイビル - デベロッパーは株式会社横浜スカイビル・横浜新都市センター株式会社
- アリオ - デベロッパーは2005年3月9日に三井物産と合弁（イトーヨーカ堂60%、三井物産40%）でデベロッパーのモール・エスシー開発
- 恵比寿ガーデンプレイス - デベロッパーはサッポロビール・住宅・都市整備公団. 管理運営, サッポロ不動産開発
- 丸の内オアゾ - デベロッパーは三菱地所
- 新丸の内ビルディング - デベロッパーは三菱地所
- 東京ビルディング (丸の内) - デベロッパーはデベロッパーは三菱地所が中心であるが、東日本旅客鉄道（JR東日本）、東京三菱銀行（現・三菱UFJ銀行）も参画
- サンシャインシティ - デベロッパーは株式会社新都市開発センター（現 株式会社サンシャインシティ）
- 横浜ランドマークタワー - デベロッパーは三菱地所
- アピタ金沢文庫店 - デベロッパーはトヨタ自動車販売（現：トヨタ自動車）とユニーの共同出資デベロッパー「東名クラウン開発」が会社設立後初めて開発を担当
- ららぽーと - デベロッパーは三井不動産
- 愛宕グリーンヒルズ - デベロッパーは森ビル
- アイガーデンエア - デベロッパーは, ジェイアール貨物・不動産開発
- スカイタワー41 - デベロッパーは山万（東京都中央区）の関連会社、山万アーバンフロント
- 109 (商業施設) - デベロッパーは東急商業開発（現在の東急モールズデベロップメント）がデベロッパーとして管理・運営
- 晴海アイランドトリトンスクエア - デベロッパーは晴海一丁目地区市街地再開発組合
- ゆめおおおか - デベロッパーは横浜
- モレラ岐阜 - デベロッパーは大和システム
- 日比谷シティ - デベロッパーは富国生命
- 品川インターシティ - デベロッパーは日鉄興和不動産・住友生命保険
- 新宿NSビル - デベロッパーは日本生命保険・住友不動産
- エステック情報ビル - デベロッパーは工学院大学・第一生命・日本生命
- オリナス - デベロッパーは東京建物
- くるる (東京都府中市) - デベロッパーは府中駅南口第三地区市街地再開発組合
- 国際金融中心 (香港) - 主なデベロッパーは、香港の地下鉄事業を展開している「地鐵公司 (MTR Corporation) 」、同じく香港の総合不動産業者である「新鴻基地産 (San Hung Kai Properties) 」、「恒基兆業地産有限公司 (Handerson Land Development Co, Ltd. ) 」
- 六本木ヒルズ - デベロッパーは六本木六丁目地区市街地再開発組合
- カミオ - デベロッパーは, 上大岡B地区第一種市街地再開発組合
- 仙台トラストシティ - デベロッパーは森トラスト
- アクシオス千種 - デベロッパーはライオンズタワー千種 - デベロッパーとして大京
- 品川グランドセントラルタワー - デベロッパーは三菱商事
- フェデレーション・タワー - デベロッパーはMirax Group corp.
- 中之島ダイビル - デベロッパーはダイビル、関西電力、関電不動産
- 名古屋三井ビルディング - デベロッパーは三井不動産
- ヒルトンプラザ大阪 - デベロッパーは第二吉本
- NTTクレド（中国地区の不動産開発）の頭文字より取られた
- ノースポート・モール - 不動産開発・マネジメント会社の株式会社エスアイ・アセットサービスが
- シネマーク・シアターズ - ポール・ブロードヘッドら
- 1 ワールドトレードセンター - ラリー・シルバースタイン（旧WTCを港湾公社から長期リースしている不動産開発業者）